# Polikondenzáció
A polikondenzáció a lépcsős polimerizáció egyik fajtája, melynek során a két (vagy több) funkciós csoportot tartalmazó monomerek másik (jellemzően kisméretű) molekula kilépése közben kapcsolódnak össze polimerré. A polikondenzációs reakcióval előállított anyagokat összefoglalóan kondenzációs polimereknek nevezzük.
A polikondenzációs műanyagok közé tartozik például: bakelit, szilikon, nejlon.
Az egyetlen reakcióképes végcsoporttal rendelkező monomerek lezárják a láncnövekedést, így a végtermék molekulatömege kisebb lesz. Lineáris polimereket két funkciós csoportot tartalmazó monomerekből lehet létrehozni, míg a kettőnél több funkciós monomerekből háromdimenziós, keresztkötéseket tartalmazó polimerek keletkeznek.
A poliészterek a monomerek közötti észterkötések kialakításával keletkeznek, ebben karboxil- és hidroxilcsoportok vesznek részt (a monomer szerves sav és alkohol).
A nejlon is gyakori kondenzációs polimer, diaminok és karbonsavszármazékok reakciójával állítható elő. Az alábbi példában dikarbonsav szerepel, de disavkloridokat is használnak. Másik lehetőségként kétféle funkciós csoportot tartalmazó monomer is használható – ilyenkor ugyanazon a molekulán egy amin és egy karboxilcsoport is található:

Az egyik fajta kondenzációs polimer általános szerkezete

A karbonsavak és aminok között peptidkötés, más néven amidcsoport alakul ki. A fehérjék aminosav monomerekből álló kondenzációs polimerek. A szénhidrátok is kondenzációs polimerek, melyek cukor – például glükóz és galaktóz – monomerekből épülnek föl.
A kondenzációs polimerek – az addíciós polimerekkel szemben – biológiailag lebonthatóak is lehetnek. A monomerek közötti peptid- vagy észterkötés sav katalizátorok vagy bakteriális enzimek hatására hidrolizálhat, melynek révén a polimerlánc kisebb darabokra hasad.

## Fordítás
Ez a szócikk részben vagy egészben  a   Condensation polymer című angol Wikipédia-szócikk ezen változatának fordításán alapul.  Az eredeti cikk szerkesztőit annak laptörténete sorolja fel. Ez a jelzés csupán a megfogalmazás eredetét és a szerzői jogokat jelzi, nem szolgál a cikkben szereplő információk forrásmegjelöléseként.